# Damouzy
 Damouzy  es una población y comuna francesa, en la región de Champaña-Ardenas, departamento de Ardenas, en el distrito de Charleville-Mézières y cantón de Charleville-La Houillère.

## Demografía
| 248 | 292 | 339 | 373 | 428 | 448 |
| Para los censos de 1962 a 1999 la población legal corresponde a la población sin duplicidades (Fuente: INSEE [Consultar]) |     |     |     |     |     |